# Marc van Orsouw
Marc van Orsouw est un coureur cycliste néerlandais, né le 12 avril 1964 à Ooijen (nl).
Il devient professionnel en juillet 1986 et le reste jusqu'en 1994. Il y remporte 4 victoires.

## Palmarès
- 1983
  - Tour du Jura
- 1985
  - 2e du Tour du Limbourg
- 1986
  - Gran Premio della Liberazione
  - Hel van het Mergelland
  - Tour d'Achterhoek
  - 2e du Trophée de Wallonie
- 1989
  - 2eb étape du Tour de Catalogne (contre-la-montre par équipes)
- 1992
  - 3e du Grand Prix de la ville de Vilvorde
- 1995
  - Drielandenomloop

## Résultats sur les grands tours

### Tour de France
4 participations
- 1986 : hors délais (2e étape)
- 1988 : 76e
- 1989 : 89e
- 1991 : 78e

### Tour d'Italie
2 participations
- 1988 : 66e
- 1994 : abandon (4e étape)

### Tour d'Espagne
2 participations
- 1987 : 72e
- 1991 : 50e